# Oles Hončar
Oles Hončar, vlastním jménem Oleksandr Terentijovyč Bilyčenko (3. dubna 1918 Lomivka – 12. prosince 1995 Kyjev) byl ukrajinský spisovatel a literární vědec. Jeho knihy byly přeloženy do 67 jazyků.
Narodil se v Jekatěrinoslavské gubernii, ve třech letech přišel o matku a vyrůstal u prarodičů nedaleko Poltavy; jejich příjmení nakonec přijal za vlastní. Pracoval jako učitel a novinář, za druhé světové války bojoval jako dobrovolník v řadách 72. gardové střelecké divize. Po válce dokončil studium filologie na univerzitě v Dněpropetrovsku. V letech 1959 až 1971 byl předsedou Svazu ukrajinských spisovatelů. V letech 1946 až 1990 byl členem Komunistické strany Sovětského svazu, zastával funkce poslance Nejvyššího sovětu Sovětského svazu a kandidáta Ústředního výboru Komunistické strany Sovětského svazu, působil také v ukrajinské Akademii věd a ve Světové radě míru. Poslancem byl i po vyhlášení ukrajinské nezávislosti, patřil k zakladatelům Ukrajinské kulturní nadace.
Ve své tvorbě vycházel z vlastních válečných zkušeností, česky vyšly Praporečníci, Zlatá Praha, Země duní a Jaro za řekou Moravou. Morálním otázkám se věnuje příběh ze zajateckého tábora Cyklón. Podle jeho námětů byly natočeny filmy Tavria (režie Jurij Lysenko) a Abiturientka (režie Alexej Miščurin). Cyklus povídek Tronka je pokusem o zkoumání ukrajinského národního údělu. V próze Chrám zobrazil spor o zboření barokní cerkve v Novomoskovsku; po časopisecké publikaci v roce 1967 úřady označily obsah díla za protisovětský a zakázaly jeho knižní vydání, k němuž došlo až za perestrojky.
Třikrát mu byl udělen Leninův řád, dvakrát Státní cena SSSR a Řád Rudého praporu práce a jednou Řád vlastenecké války a Řád Říjnové revoluce. V roce 1962 získal Ševčenkovu národní cenu, v devadesátých letech byl předsedou komise rozhodující o této ceně. Posmrtně získal titul Hrdina Ukrajiny. Je po něm pojmenována Národní univerzita Olese Hončara v Dnipru, v Kyjevě mu byl odhalen pomník.